# E79
E79 eller Europaväg 79 är en 1 160 kilometer lång europaväg som börjar i Miskolc i Ungern, passerar Rumänien och Bulgarien och slutar i Thessaloniki i Grekland.

## Sträckning
Miskolc - Debrecen - Berettyóújfalú - (gräns Ungern-Rumänien) - Oradea - Beius - Deva - Petroșani - Târgu Jiu - Craiova - Calafat - (gräns Rumänien-Bulgarien) - Vidin - Vratsa - Botevgrad - Sofia - Blagoevgrad - (gräns Bulgarien-Grekland) - Serrai - Thessaloniki
Ungern begärde 2007 att få ändra sträckning så att den går via Berettyóújfalú istället för som tidigare Püspökladány. Det påverkar en sträcka på 30-50 km och innebär en genväg på ett par mil och skulle beslutas av UNECE hösten 2007 för att börja gälla 2008.

## Standard
E79 är mest landsväg, men det finns motorväg nära Miskolc (M3) och nära Sofia (A2).

## Anslutningar
| - E71 - E573 - E671 - E60 gemensam sträcka - E68 gemensam sträcka |  | - E70 gemensam sträcka - E83 gemensam sträcka - E80 - E871 - E90 |

## Historik
I det gamla europavägssystemet som användes till 1985 (i Sverige och Norge till 1992) gick E79 från Helsingfors via Vasa-Umeå till Mo i Rana. Detta är nu E12.